# 荒木秀三郎
荒木 秀三郎（あらき しゅうざぶろう、1913年（大正2年） - 1961年（昭和36年）2月2日）は日本の特撮映画、光学撮影専門の撮影技師。京都府出身。姉は円谷英二の妻マサノ。

## 経歴
商業高校卒業後、J.O.スタジオに入社。戦時中は同盟通信社のニュースカメラマンとして移籍し、戦地に赴く。主に、ニューギニアのパレンバン落下傘部隊に従軍した。
戦後は円谷の代行を経て東宝撮影所に移籍し、撮影技師を務めた。映画『日本誕生』からは光学撮影専門となる。
1961年2月2日、脳溢血によって死去。48歳没。後任は真野田幸雄。

## 人物
後輩の有川貞昌によれば、J.O.スタジオへ入社したのは義兄の円谷が在籍していたからであったが、荒木は集団作業を嫌い、自由な表現が可能なニュース映画の道へ移ったという。
東宝では室内作業の責任者を務め、合成のほとんどを手掛けていた。演出助手を務めていた中野昭慶は、荒木の合成に対する執着は凄まじいものであったと評しており、クランクインと同時に合成カットに手をつけても撮了後にまだ完成していないこともよくあったと証言している。
有川は、荒木を先生のようであったと述べており、「技術は円谷から、人間は荒木から」教わったと自任している。

## 映画
| 公開年 | 公開年   | 作品名                                  | 制作（配給） |
| ------ | -------- | --------------------------------------- | ------------ |
| 1953年 | 10月21日 | 太平洋の鷲                              | 東宝         |
| 1954年 | 2月10日  | さらばラバウル                          | 東宝         |
| 1954年 | 11月3日  | ゴジラ                                  | 東宝         |
| 1954年 | 12月29日 | 透明人間                                | 東宝         |
| 1955年 | 4月24日  | ゴジラの逆襲                            | 東宝         |
| 1955年 | 8月14日  | 獣人雪男                                | 東宝         |
| 1956年 | 6月22日  | 白夫人の妖恋                            | 東宝         |
| 1956年 | 12月26日 | 空の大怪獣ラドン                        | 東宝         |
| 1957年 | 12月28日 | 地球防衛軍                              | 東宝         |
| 1958年 | 6月24日  | 美女と液体人間                          | 東宝         |
| 1958年 | 10月14日 | 大怪獣バラン                            | 東宝         |
| 1959年 | 4月19日  | 孫悟空                                  | 東宝         |
| 1959年 | 7月5日   | 潜水艦イ-57降伏せず                     | 東宝         |
| 1959年 | 10月25日 | 日本誕生                                | 東宝         |
| 1959年 | 12月26日 | 宇宙大戦争                              | 東宝         |
| 1960年 | 4月10日  | 電送人間                                | 東宝         |
| 1960年 | 4月26日  | ハワイ・ミッドウェイ大海空戦 太平洋の嵐 | 東宝         |
| 1960年 | 12月11日 | ガス人間第一号                          | 東宝         |
| 1961年 | 1月3日   | 大坂城物語                              | 東宝         |